# Wantamo
Wantamo est un village du Cameroun situé dans la région de l'Est et dans le département de la Kadey. Wantamo fait partie de la commune de Kette et du canton de Kaka Ngbwako.

## Population
Lors du recensement de 2005, Wantamo compte 494 habitants, dont 229 hommes et 265 femmes.
En 1966, on dénombre 179 habitants à Wantamo.

## Infrastructures
En 1966, Wantamo est desservi par la Route de Batouri à Ngoura et à Bétaré-Oya. Il y a alors une école catholique à cycle incomplet et des missionnaires catholiques.